# Culture andine

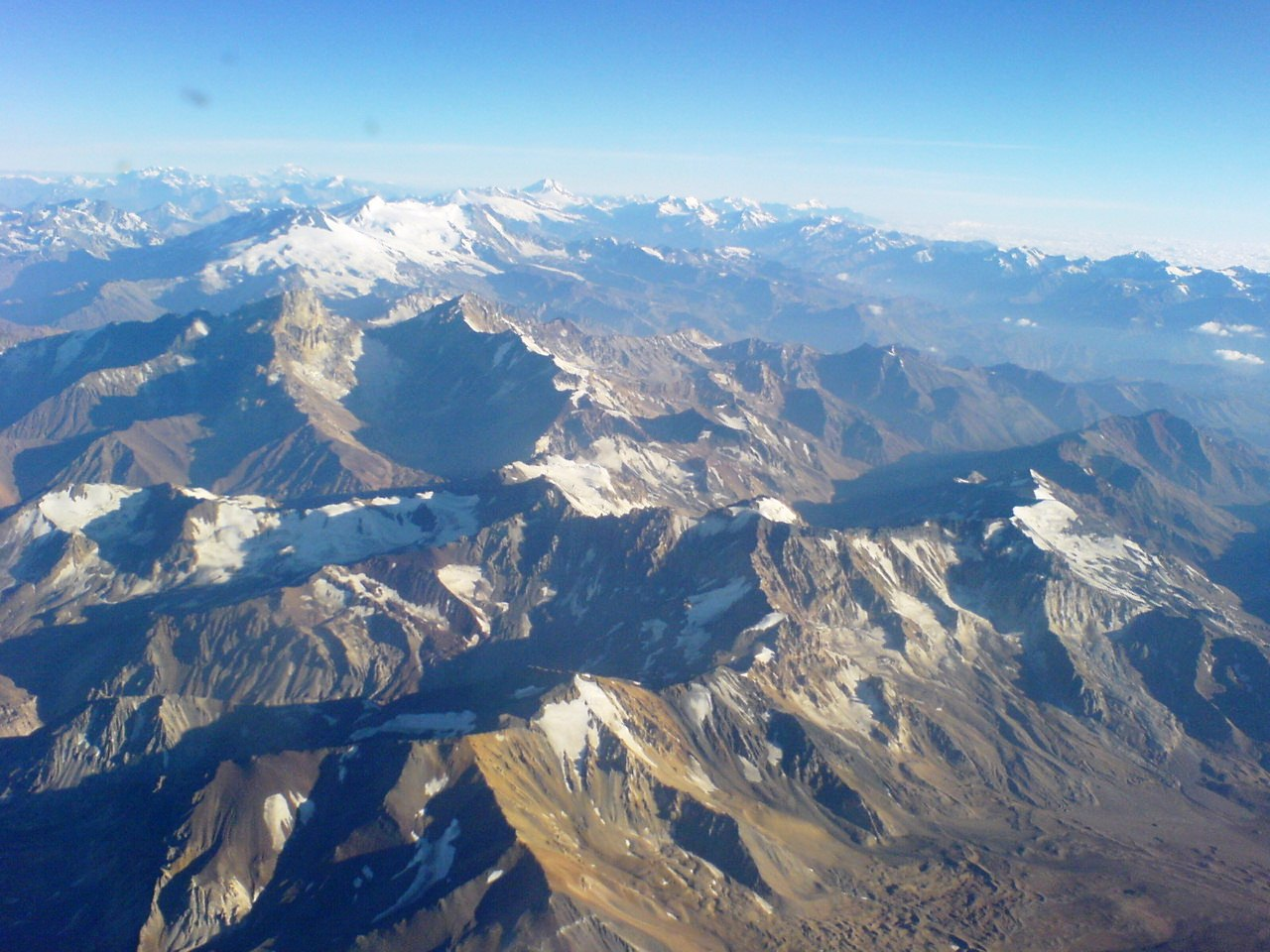
La Cordigliera delle Ande

Con il termine culture andine si indica l'insieme delle culture locali sviluppatesi lungo la Cordigliera delle Ande e di cui è possibile seguire la genesi dal XII millennio a.C. fino all'arrivo degli spagnoli.
Esse sono suddivise dagli studiosi in tre aree culturali con caratteristiche diverse: Ande Settentrionali, Ande Centrali, Ande Meridionali, in cui sono comprese le culture formatesi nelle aree costiere formatesi nel versante occidentale delle Ande.

## Ande Settentrionali
Regione che comprende la Colombia, l'Ecuador, l'estremo nord del Perù fino a lambire il Venezuela montano.
Per alcuni millenni diverse ondate migratorie attraversarono la Colombia e l'Ecuador, stazionandosi nelle fertili valli e i bacini intermontani della cordigliera.
Le Ande Settentrionali sono definite area intermedia per la loro posizione mediana tra la Mesoamerica e la ragione peruviana. Nella regione non sorsero grandi imperi né vennero costruite grandi città o templi imponenti. In ambito politico i gruppi delle Ande Settentrionali abbozzarono soltanto forme di stato basato sul chiefdom (dall'inglese chief, capo), in cui la centralizzazione non raggiunse mai i livelli delle Ande Centrali, restando intatta una società di tipo tribale. I chiefdom colombiani ed ecuadoriani sono definiti "militaristici", per via dell'importanza attribuita alla guerra non solo come mezzo di conquista, ma anche come strumento di elevazione sociale.

### Periodo Preceramico (12000-3500 a.C.)

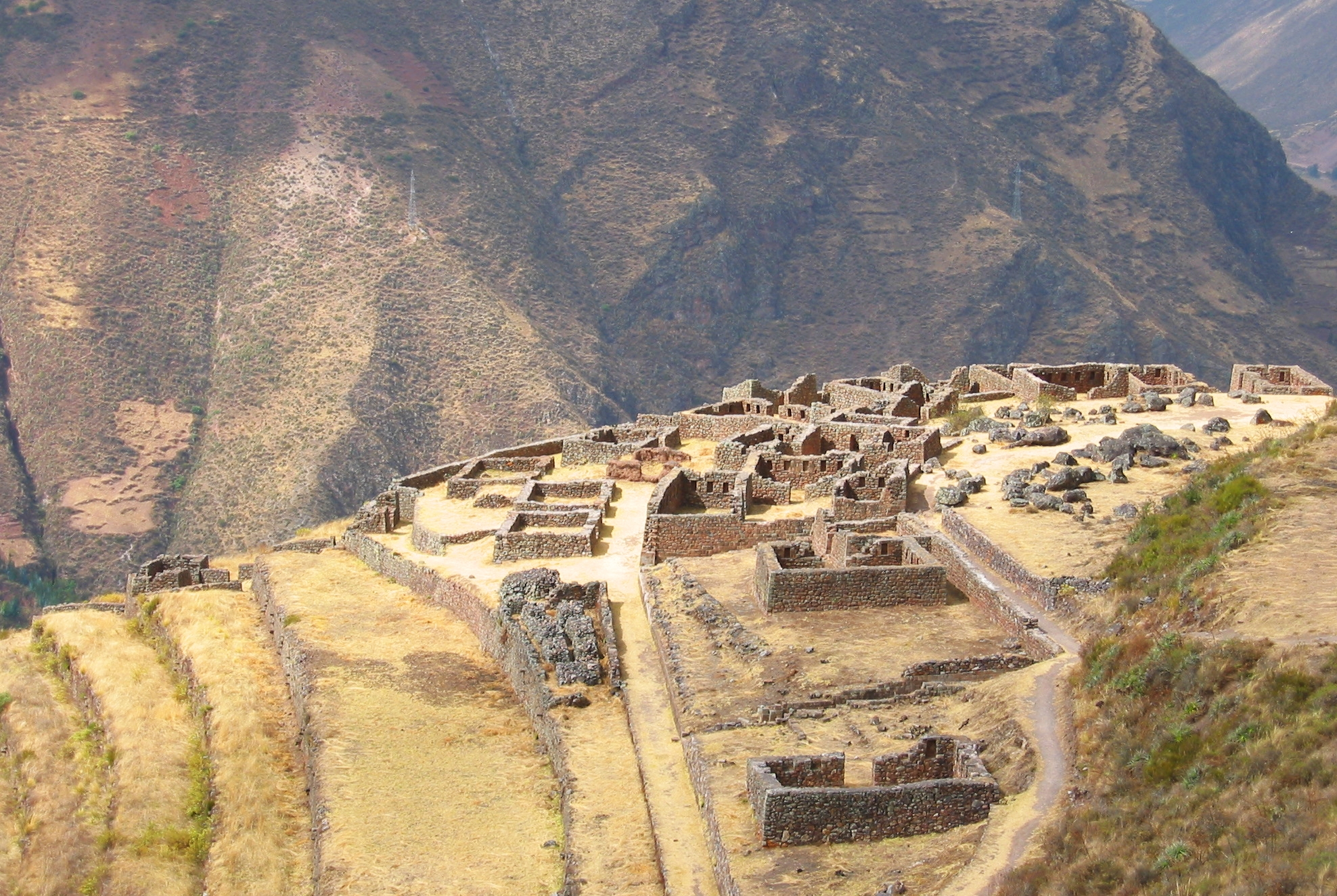
Rovine incaiche a Písac

Gruppi di cacciatori e di raccoglitori superarono in quell'epoca lo stretto "Corridoio del Darién" e si stanziarono sia presso i bacini intermontani (2.000-3.000m), sia sulla costa pacifica, ad eccezione del tratto più settentrionale reso insuperabile dalla presenza di paludi e pantani. Di questi i primi insediamenti umani sono state ritrovate significative tracce di diversi siti archeologici in Colombia, Ecuador e in Perù. Sul finire del Preceramico vennero fatti i primi tentativi di coltivazione, che avranno in seguito nel mais importato dal Mesoamerica il principale coltivatore.

### Periodo Ceramico Antico (3500-1500 a.C.)
Durante questo periodo popolazioni arcaiche passarono dalla semplice agricoltura a tecniche di coltivazioni più complesse.
L'uso della ceramica è attestato sin dal IV-III millennio a.C. a Puerto Hormiga (Colombia), a Valdivia e in Perù. Rari gli utensili in osso, mentre erano diffusi gli oggetti di conchiglia, e attestati anche i tessuti di cotone fabbricati con telai a liccio; ma è la ceramica la manifestazione più celebrata di questa cultura. In questo periodo suddiviso nelle fasi 1A (3300-2300 a.C.), 2B (2300-2000 a.C.), 3C (2000-1500 a.C.), 4D (con inizio nel 1500 a.C.) la lavorazione della ceramica produsse oggetti semplici ma non rozzi o sperimentali. Tra il ceramico antico e il successivo "Periodo Formativo" si svilupparono stili nuovi come quello di Machalilla (1900-1500 a.C.), estesosi rapidamente in tutta la regione interna retrostante quella di diffusione costiera della cultura Valdivia.

### Periodo Formativo (1500-500 a.C.)

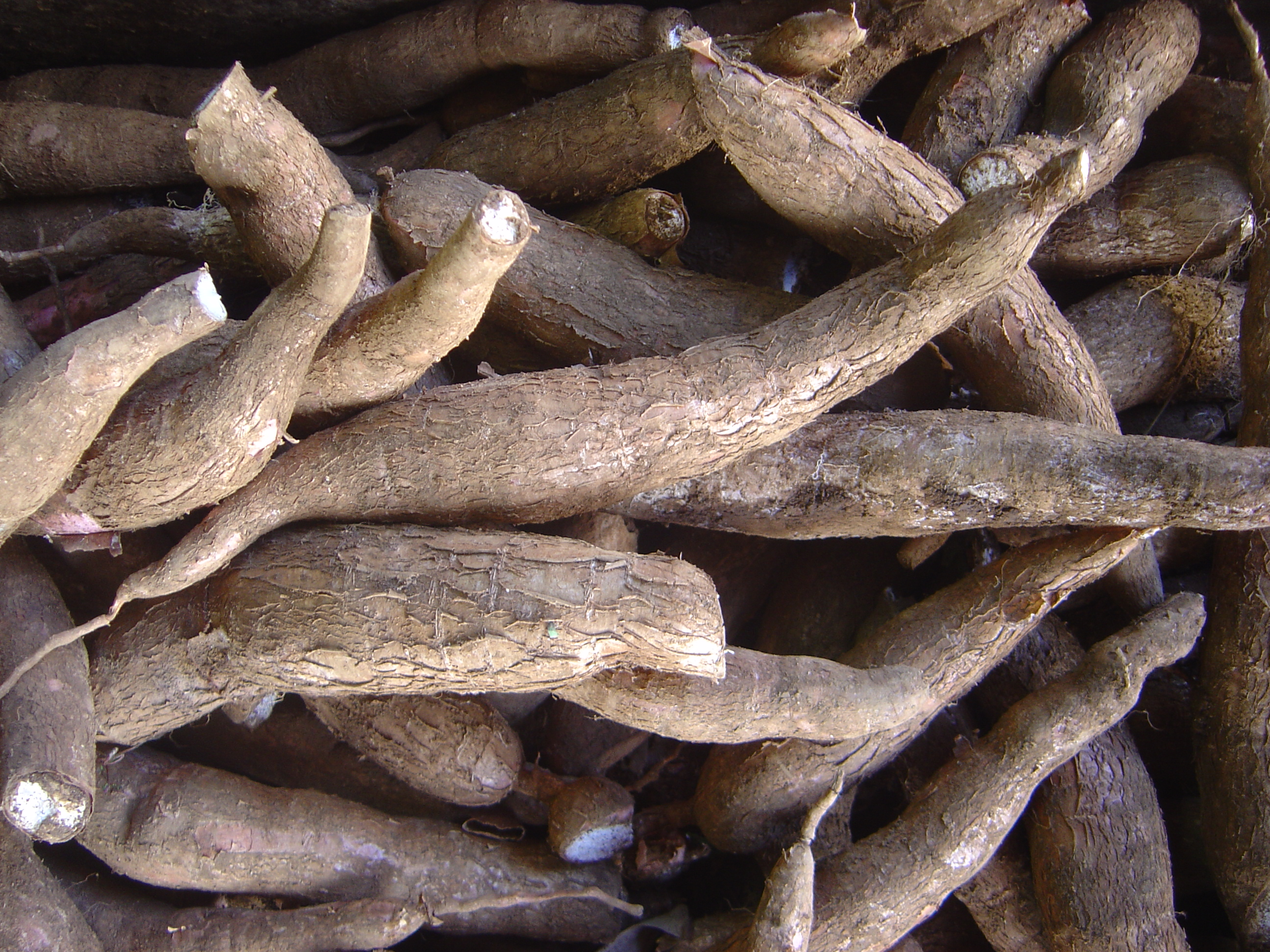
Radici di manioca

Durante quest'epoca l'economia agricola basata sulla coltivazione del mais e della manioca dolce e amara si diffuse nell'intera regione, favorendo lo sviluppo demografico e culturale. Molto diffusa era la tecnica del debbio, ma sono state rinvenute tracce di terrazzamenti e canali di irrigazione. Si perfezionarono, inoltre, la tessitura e la lavorazione della ceramica. Sono indubbi gli apporti delle popolazioni mesoamericane alle culture colombiane ed ecuadoriane ma la loro origine autoctona appare irrefutabile. La cultura Chorrera, così denominata dall'omonima località situata sulla costa meridionale dell'Ecuador, si diffuse oltre la regione costiera, mostrando un alto livello delle tecniche di decorazione delle ceramiche.
In Colombia durante il "Periodo Formativo" si registra una graduale spostamento delle popolazioni dei basso piani settentrionali verso le regioni più meridionali, idonee queste alla coltivazione della manioca. Si nota, inoltre, l'abbandono della attività economica di raccolta di molluschi e vegetali e l'incremento della coltivazione dei tuberi, ed in seguito del mais. Abbondanza di cibo era assicurata dalla presenza di numerosi fiumi e lagune, presso i quali infatti i gruppi umani andavano concentrandosi in villaggi stabili sempre più popolosi.

### Periodo di Sviluppo Regionale (500 a.C.–500 d.C.)
Abbandonata la gran parte dei villaggi del bassopiano costiero la popolazione colombiana si sperse nelle vallate intermontane favorendo un processo di decentralizzazione e isolamento culturale.
In quest'epoca sembra essersi diffusa l'organizzazione politica del chiefdom, in cui al capo erano attribuiti caratteri divini. Crebbe inoltre l'attività bellica volta alla difesa e al controllo dei territori sottomessi e tributari.
In ambito religioso prende forma il complesso del tempio-idolo-sacerdozio. Tra le manifestazioni artistiche particolare rilievo assume la statuaria litica e oreficeria. La cultura principale è quella di San Agustìn, dal centro omonimo sino alle sorgenti del Rio Magdalena, ove sono state rinvenute 300 statue monolitiche e grandi tumuli contenenti camere sepolcrali e templi. Importanti anche le culture di Tierradentro, Calima, Quinbaya, Chocò e Tumaco.

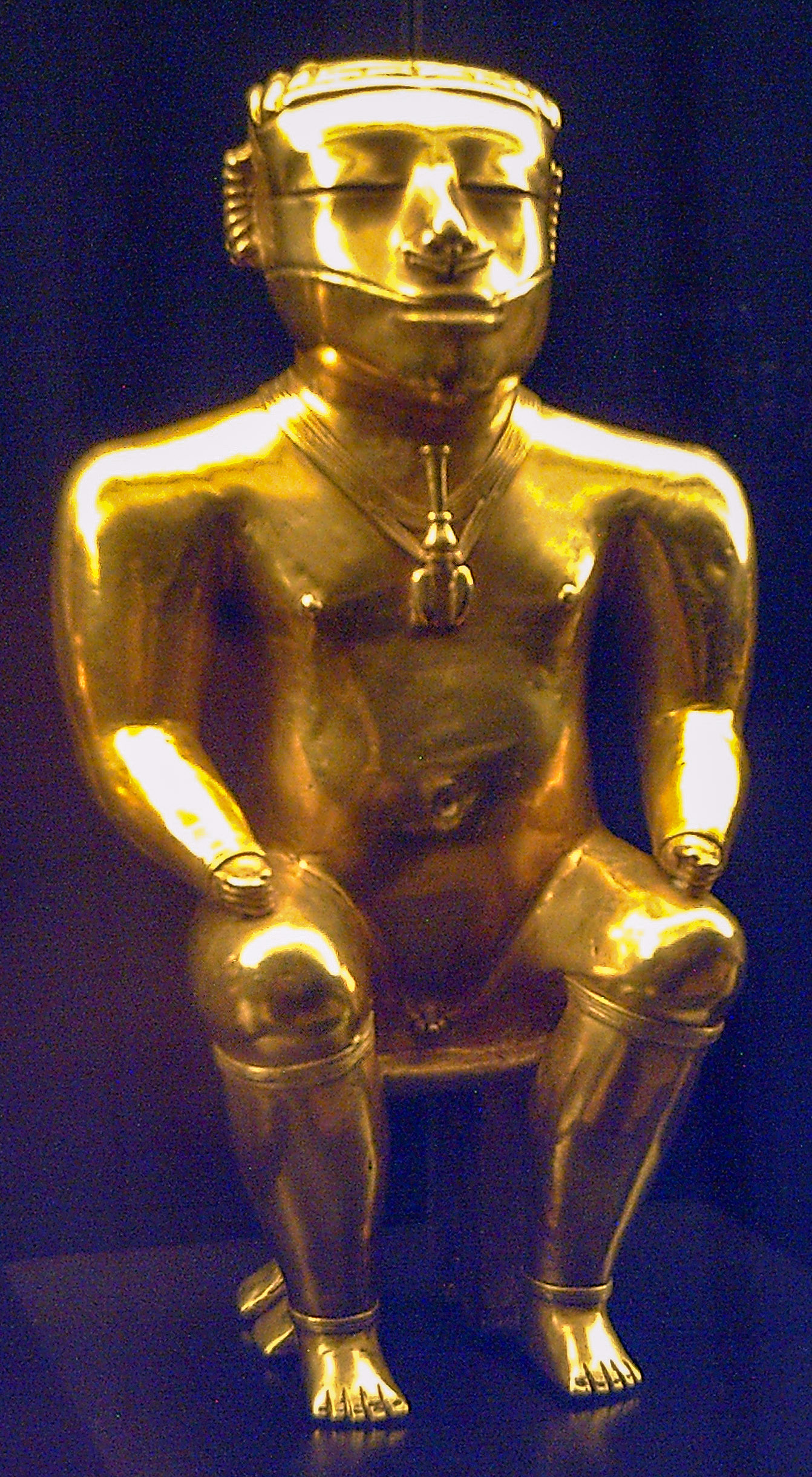
Una statuetta d'oro dei Quinbaya

In Ecuador, conclusasi l'egemonia della cultura Chorrera, si crearono piccoli chiefdom costieri, spesso in lotta con le genti dell'altopiano. In tale periodo si registra una differenza degli stili ceramici, particolarmente nell'ambito della decorazione. Nella fascia costiera ecuadoriana sono attestate otto culture archeologiche coeve, tra cui quella di Bahia estesa sulla costa centrale che sviluppo una complessa organizzazione sociale, politica e religiosa. Nei suoi maggiori, tra cui famoso quello di Manta, vennero innalzati grandi tumuli a pianta rettangolare che fungevano da piattaforme ad uso culturale. Le tre culture (Jama-Coaque, Tolita e Tiaone) affermatesi a nord di quella di Bahia, si distinsero per una produzione ceramica molto vari e per i pregevoli lavori di oreficeria (oro e rame).

### Periodo Tardo (500-1550 d.C.)
Tale periodo si conclude con l'arrivo degli spagnoli, combattuti dalle popolazioni indigene. In questa fase conclusiva le culture precolombiane hanno consolidato il modello socio-politico del chiefdom, caratterizzato dalla presenza di una società stratificata, dall'esistenza di un culto praticato in templi e dal perenne stato di conflitto tra gruppi limitrofi. La guerra era l'unico mezzo di mobilità sociale, poiché consentiva di entrare nella classe sociale dei nobili. Presso molti gruppi la schiavitù era solo femminile, in quanto gli uomini erano sacrificati alle divinità o riservati ai banchetti cannibali. Si rafforzò, inoltre, il complesso tempio-idolo-sacerdozio, che aveva portato alla costruzione di strutture culturali di una certa imponenza; la produzione di oggetti in ceramica e di oreficeria raggiunse i massimi livelli di perfezione.
Le principali culture colombiane si svilupparono nella sierra: i Tairona (Sierra Nevada de Santa Marta), cui sono da attribuirsi, oltre alla fondazione di estesi centri culturali, grandi opere di terrazzamento, e i Chibcha (cordigliera orientale, nei pressi dell'odierna città di Bogotà), divisi in due federazioni che controllavano la parte settentrionale e quella meridionale dell'altopiano. In questo periodo in Ecuador vennero edificate vere e proprie città, mentre i centri cerimoniali di arricchirono di piramidi, di piazze, di statue litiche.
Sconvolto dall'arrivo degli spagnoli, il panorama delle culture delle Ande Settentrionali appare oggi sostanzialmente modificato. I rappresentanti delle culture autoctone, fortemente meticciati, sono inseriti nel contesto delle realtà nazionali. Gruppi che hanno mantenuto un'identità etnica sono dislocati in zone marginali dell'altopiano o si sono spostate ai limiti del territorio forestale.

## Ande Centrali

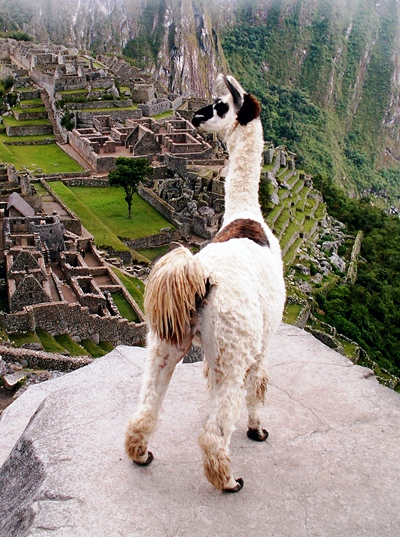
Un lama

Esse comprendono la zona costiera del Perù e l'altopiano peruviano e boliviano, lambendo i confini dell'Ecuador meridionale e del Cile e dell'Argentina settentrionale.
A partire dall'"Orizzonte Antico" si svilupparono "altre culture", così denominate per l'organizzazione economica e sociale caratterizzate da una presenza di un'agricoltura di tipo intensivo, dall'importanza dell'allevamento (lama e alpaca), e dall'alta competenza raggiunta nella ceramica, nella tessitura e nella metallurgica. Lo sviluppo di questi elementi fu anche favorito dagli intensi scambi culturali che, fin dai tempi preistorici, intercorsero tra i gruppi umani stanziati nel bassopiano costiero e quelli stabilitisi nella regione dell'altopiano. Assai meno incisivi e duraturi furono invece i contatti tra le genti andine montane e i gruppi amazzonici localizzati nella terza fascia geografica, costituita dal versante orientale della cordigliera.

### Periodo Iniziale (1800-900 a.C.)
In tale periodo altre alla ceramica appaiono altre innovazioni, quali il telaio a martingala; la diffusione in tutta la regione del mais; la domesticazione del lama. Elemento caratterizzante del "Periodo Iniziale", la ceramica costituisce uno dei problemi più intricati dell'archeologia Andina, poiché compare già tecnologicamente evoluta, indicando un periodo di sperimentazione precedente di cui non si hanno tracce. Molti studiosi vedono nei primi gruppi limitrofi di selva ecuadoriani i propagatori originali dell'arte ceramica estesasi poi in tutta l'area delle Ande Centrali. I più antichi ritrovamenti ceramici sono stati effettuati nei siti di Las Haldas (costa centro-settentrionale), Hacha (costa meridionale), Kotosh, Toril (altopiano centrale). Di straordinaria imponenza, inoltre, si sono rilevati i complessi cerimoniali di La Florida (nella città di Lima), con la piramide più grande mai costruita nella costa centrale, e di Kotosh, nelle cui fasi finali e visibile l'influenza della cultura di Chavín, affermandosi nel periodo successivo.

### Orizzonte Antico (900-200 a.C.)
La cultura Chavìn, dalla località di Chavín de Huantar nella sierra centrale nei pressi dell'odierna città di Huaraz, è la prima vera alta cultura "orizzonte", intendendosi con questo termine una cultura che abbia una diffusione omogenea su un'area molto vasta, costruendo le basi per ogni importante avvenimento successivo. 

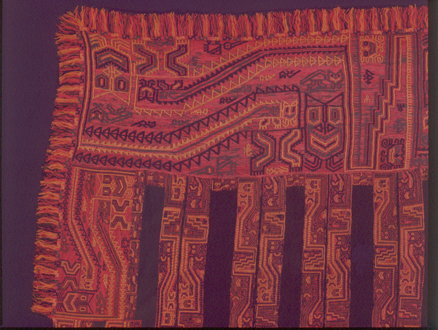
Mantilla de Paracas

Chavìn possiede infatti in nuce tutti gli elementi caratteristici delle alte culture andine. Sviluppatasi dal 1200 a.C. al 400 a.C., la cultura Chavìn si impone nelle zone del nord e del centro della costa, e dell'altopiano. Le origini sono incerte, poiché la produzione artistica chavìn appare all'improvviso in tutta la sua perfezione, senza alcun antecedente che ne spieghi l'elaborazione. Sotto l'influenza dello stile artistico di Chavìn, molti insediamenti del Perù centro-settentrionale elaborarono espressioni architettoniche e ceramiche definite dagli studiosi come "chavinoidi".
La decadenza di Chavín appare invece una fase di transizione tra l'"Orizzonte Antico" e il successivo "Periodo Intermedio Antico", in cui scompare ogni influsso chavinoide e si affermano varie culture a stili artistici locali, tra cui la più interessante è quella di Paracas (costa meridionale, 400-100 a.C.) che ricopre una vasta area costiera. Priva delle acquisizioni più significative di un'altra cultura, essa raggiunse livelli mai eguagliati nel settore artistico, soprattutto nella tessitura.

### Periodo Intermedio Antico (200 a.C.-600 d.C.)

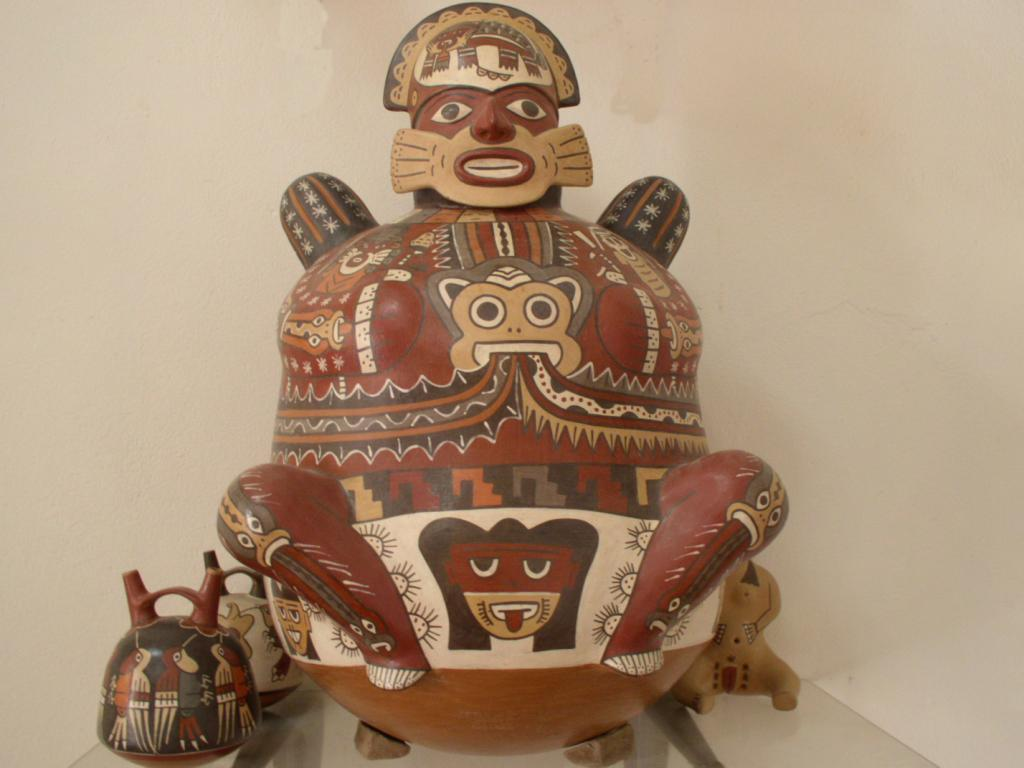
Una ceramica Nazca

Terminata l'influenza di un orizzonte pan peruviano, le culture andine si avviarono ad un'epoca di sperimentazione e di sviluppo, in cui si affinarono i sistemi agricoli e d'irrigazione e si coltivavano piante diverse. Si assistette così ad una frantumazione culturali in numerosi orizzonti "regionali". Definito, con vecchia terminologia, "Periodo Classico", il  I millennio d.C. vede dunque, nella sua prima metà, la massima fioritura delle culture regionali, le cui principali manifestazioni tecniche ed artistiche sono state ritrovate nella fascia costiera. L'agricoltura si sviluppa anche sul suolo desertico, grazie ai complessi sistemi di irrigazione artificiale che permettono lo stanziamento di una popolazione sedentaria demograficamente consistente. Nel campo delle attività artigianali, la tessitura conosce tutte le tecniche; nella metallurgia sono ormai adoperati tutti i procedimenti e tutte le leghe, meno il bronzo. La religione si è fatta più complessa, pur conservando alcuni culti e credenze più antichi. Due culture si distaccano nettamente dalle altre, ben testimoniate da una produzione artistica fittile di grande rilievo: la Mochica (costa settentrionale, 100-800 d.C.) e soprattutto la Nazca (costa meridionale), che sviluppò una delle più ricche gamme cromatiche della ceramica mondiale.

## Ande Meridionali

### Periodo Preceramico (12000-500 a.C.)
I più antichi orizzonti litici sono il Flake e il Bifacciale (12000 ca.-9500 a.C.). Dal 9500 al 7000 a.C. si diffonde omogeneamente nell'area l'"Antica tradizione venatoria sudamericana". Dopo il 7000 a.C. emerge la "Tradizione dei cacciatori e raccoglitori andini", che ha la sua principale diffusione nelle zone montuose. A partire dal 4000 a.C. circa sulla costa si manifesta infine la "Tradizione costiera pacifica".